# 西藏自治区总工会
西藏自治区总工会是西藏自治区地方工会和产业工会的领导机关，受中国共产党西藏自治区委员会和中华全国总工会领导。

## 历史沿革
1954年8月2日，前身康藏公路运输工会成立。1964年12月1日，西藏自治区总工会成立。